# Афонино (Балезінський район)
Афо́нино (рос. Афонино) — присілок в Балезінському районі Удмуртії, Росія.
До присілка було приєднано присілок Роденки.

## Населення
Населення — 55 осіб (2010; 82 в 2002).
Національний склад станом на 2002 рік:
- росіяни — 99 %